# مملكة غاليسيا ولودوميريا
تأسست مملكة غاليسيا ولودوميريا، المعروفة أيضًا باسم غاليسيا أو بولندا النمساوية، في عام 1772، كأرض مَلَكية تابعة لإمبراطورية هابسبورغ، نتيجة لتقاسم الكومنولث البولندي اللتواني الأول. بعد التقسيم الثالث لبولندا في عام 1795، أصبحت غاليسيا ولودوميريا مملكة تابعة لإمبراطورية هابسبورغ. وأصبحت، في عام 1804، أرضًا ملكية تابعة للإمبراطورية النمساوية. منذ عام 1867، حصلت غاليسيا ولودوميريا على حكمها الذاتي البولندي تحت سلطة الإمبراطورية النمساوية المجرية السيسليثيانية حتى عام 1918. قُسمت البلاد من الجزء الجنوبي الغربي من الكومنولث البولندي الليتواني. كان لقب «حاكم غاليسيا ولودوميريا» واحدًا من الألقاب الرسمية التي نُسبت إلى أمراء المجر. بعد الحروب النابليونية، ومؤتمر فيينا، تنازلت الإمبراطورية النمساوية عن أجزاء من غاليسيا لصالح الإمبراطورية الروسية ولغاليسيا الغربية ولمقاطعة ترنوبل.
اسم غاليسيا هو اللفظ اللاتيني لكلمة «هاليتش»، والتي تُشير إلى إمارة روثينيا في العصور الوسطى. أمّا لودوميريا فهو أيضًا لفظ لاتيني لكلمة فولوديمير فولينسكيي، التي تُشير إلى مدينة أُسسها فلاديمير الكبير في القرن العاشر الميلادي، وكانت بولندا مقسمة لأجزاء تعُرف باسم فولوديمير (بالبولندية: Włodzimierz). يعود لقب ملك غاليسيا ولودوميريا إلى العصور الوسطى، إذ تبناه ملك المجر أندراس الثاني خلال غزوه للمنطقة في القرن الثاني عشر.
تتوضع هذه المنطقة التاريخية الواقعة في أوروبا الشرقية اليوم بين بولندا وأوكرانيا. تشتمل المناطق الرئيسية لغاليسيا التاريخية على مناطق لفيف أوبلاست الحديثة، وترنوبل أوبلاست، وإيفانو فرانكيفسك أوبلاست الواقعة غرب أوكرانيا.

## الاسم الرسمي
إن اسم المملكة بشكله الرسمي، (بالإنجليزية: Kingdom of Galicia and Lodomeria and the Grand Duchy of Kraków with the Duchies of Auschwitz and Zator)‏، بمعنى مملكة غاليسيا ولودوميريا ودوقية كراموف مع دوقيات أوشفيتز وزاتور، موجود في جميع اللغات المستخدمة في تلك المنطقة بما في ذلك اللغة الألمانية: « Königreich Galizien und Lodomerien mit dem Großherzogtum Krakau und den Herzogtümern Auschwitz und Zator» والبولندية: « Królestwo Galicji i Lodomerii wraz z Wielkim Księstwem Krakowskim i Księstwem Oświęcimia i Zatoru»، والأوكرانية: « Королівство Галичини та Володимирії з великим князіством Краківським і князівствами Освенцима і Затору»، والمجرية: « Galícia és Lodoméria királysága Krakkó nagyhercegségével és Auschwitz és Zator hercegséggel».

### أسماء أخرى
تعتبر أسماء روثينيا الغاليسية (بالروسية: Галицкая Русь، وتلفظ غاليتسكاي روس)، أو روثينيا السيسكارباثينية (بالروسية: Прикарпатская Русь، وتلفظ بريكرياستكايا روس)، أسماءً غير رسمية ودعائية لمملكة غاليسيا ولودوميريا، وكانت معروفة في المناطق التابعة للإمبراطورية الروسية، وبين الغاليسيين المعجبين بروسيا.

## تاريخ
في عام 1722، مثّلت غاليسيا الجزء الأكبر من المنطقة التي ضمتها ملكية هابسبورغ خلال تقاسم بولندا الأول. وعلى هذا النحو، أصبحت المنطقة النمساوية من بولندا (التي تعرف اليوم باسم أوكرانيا) تعرف باسم مملكة غاليسيا ولودوميريا تأكيدًا على المطالبات المجرية بضم البلاد. بعد التقسيم الثالث لبولندا، أضيف جزء كبير من الأراضي بولندية العرق (غاليسيا الجديدة أو غاليسيا الغربية) إلى المقاطعة، ما تسبب بتغيير المرجعية الجغرافية لمصطلح غاليسيا. بالرغم من كون أغلب سكان النصف الشرقي من المقاطعة من الأوكرانيين أو الروثينيين كانت لفيف (ليمبرغ) عاصمة لغاليسيا النمساوية التي هيمنت عليها الطبقة الأرستقراطية البولندية. إضافة إلى الارستقراطيين البولنديين والمنتمين لطبقة النبلاء الذين سكنوا جميع أجزاء غاليسيا، وإلى الروثينيين الذين سكنوا المناطق الشرقية منها، سكن غاليسيا أعداد كبيرة من اليهود وتمركزوا بشكل أساسي في الأجزاء الشرقية من المقاطعة.  
خلال العقود الأولى من حكم النمسا لغاليسيا، كانت الأخيرة تُحكم بشكل أساسي من فيينا، ونفذت العديدُ من الإصلاحات المهمة من قبل نظام بيروقراطي، كان أغلب العاملين فيه من التشيكيين والألمان. ضَمِنَ القانونُ حقوقَ الطبقة الأرستقراطية إلّا أنه قيدها بشكل كبير. إذ لم يعد الأقنان السابقون مجرد عبيد، بل أصبحوا أشخاصًا لهم اعتبارهم ووضعهم القانوني، وحصلوا على حريات شخصية معينة، كالحق في الزواج دون الرجوع إلى رب العمل، أصبحت واجباتهم العمالية محددة ومحدودة، وأصبح بإمكانهم تجاوز أرباب عملهم في المحاكم وتقديم الطعونات القضائية في المحاكم الإمبراطورية. أُعيد تسمية الكنيسة ذات الشعائر الشرقية التي كانت تخدم الروثانيين في المقام الأول، لتصبح الكنيسة الكاثوليكية الرومية على غرار الكنيسة الكاثوليكية الرومانية، وافتُتح فيها معهد لتعليم اللاهوت. على الرغم من أن هذه الإصلاحات لم تحظَ بشعبية كبيرة بين الأرستقراطيين وعموم الشعب والبولنديين والأوكرانيين/ الروثنيين على حد سواء، لكنها تمكنت من خلق رصيد كبير من النوايا الطيبة تجاه الإمبراطور بقيت تقريبًا حتى نهاية الحكم النمساوي. في نفس الوقت، استخلصت الإمبراطورية النمساوية ثروة كبيرة من غاليسيا، وجندت أعدادًا كبيرة من الفلاحين في صفوف قواتها المسلحة.

### من عام 1815 وحتى عام 1860
في عام 1815، ونتيجة لقرارات مؤتمر فيينا، تخلت الإمبراطورية النمساوية عن لوبلين والمناطق المحيطة بها (معظم المناطق التابعة لغاليسيا الجديدة أو الغربية) لصالح مملكة بولندا، التي كانت تحت حكم التسار، بالمقابل، أُعيدت ترنوبل، بما في ذلك منطقة جنوب بودوليا التاريخية، التي كانت تحت الحكم الروسي منذ عام 1809، إلى الإمبراطورية النمساوية. أصبحت مدينة كراكوف الكبيرة، مع الأراضي المحيطة بها، التي كانت في السابق جزءًا من غاليسيا الجديدة أو الغربية، مدينة حرة شبه مستقلة في كراكوف تحت إشراف مستمر من السلطات الثلاث التي تشاركت في حكم بولندا في تلك الفترة (النمسا وروسيا وبروسيا).
كانت فترة عشرينيات وثلاثينيات القرن التاسع عشر فترة حكم بيروقراطي تحت إشراف فيينا. شغل الناطقون باللغة الألمانية، بما في ذلك التشيكيين الناطقين بالألمانية، أغلب المناصب الإدارية في غاليسيا، بالرغم من تأثر بعض أبنائهم بالثقافة البولندية. بعد فشل تمرد نوفمبر (1830 – 1831) في بولندا الروسية، والذي شارك فيه بضعة آلاف من المتطوعين الغاليسيين، وصل العديد من اللاجئين البولنديين إلى غاليسيا. ظهرت في فترة ثمانينات القرن العشرين العديد من المنظمات التآمرية البولندية التي أسفر عملها عن بدء التمرد الغاليسي الفاشل عام 1846، والذي قُمع بسهولة من قبل النمساويين، بمساعدة الفلاحين الجاليكيين المخلصين للإمبراطور. وقع التمرد في الجزء الغربي من غاليسيا الذي يقطنه سكانٌ بولنديون. دعم الإقطاعيون البولنديون النبلاء خططَ الانتفاضة التي كانت تهدف لتأسيس دولة بولندية مستقلة، أو –بالحد الادنى- تعاطفوا معها، إلا أن فلاحي مزارع غاليسيا الغربية، التي كانت تشهد فترة عصيبة بسبب ضعف الحصاد، لم يروا فائدة كبيرة لأنفسهم في بولندا الحرة، واغتنموا الفرصة للانتفاض في وجه نظام القنانة، وقتلوا العديد من ملّاك العقارات. مع إخفاق الانتفاضة من أجل بولندا الحرة، فقدت مدينة كراكوف شبه الحكم الذاتي الذي كانت تتمتع به، ودُمجت مع الإمبراطورية النمساوية تحت مسمى دوقية كبرى، وضمت السلطات النمساوية المدينة لتصبح جزءًا من غاليسيا لأغراض عملية.